# Тояма, Кацуя
Кацуя Тояма (яп. 當山 克也; род. 21 июля 1967, Окинава) — японский гребец-каноист. Участник летних Олимпийских игр 1988 и 1992 годов, серебряный призёр летних Азиатских игр 1990 года.

## Биография
Кацуя Тояма родился 21 июля 1967 года в японской префектуре Окинава.
В 1988 году вошёл в состав сборной Японии на летних Олимпийских играх в Сеуле. В соревнованиях каноэ-двоек на дистанции 1000 метров вместе с Тосисукэ Сакамото вышли в полуфинал с 4-го места, где заняли последнее, 5-е место, показав результат 4 минуты 9,20 секунды и уступив 10,12 секунды попавшим в финал с 3-го места Габору Такачу и Густаву Леикепу из Венгрии.
В 1990 году стал серебряным призёром летних Азиатских игр в Пекине в соревнованиях каноэ-одиночек на дистанции 1000 метров.
В 1992 году вошёл в состав сборной Японии на летних Олимпийских играх в Барселоне. В соревнованиях каноэ-двоек на дистанции 500 метров вместе с Цунэхисой Утино заняли в четвертьфинале последнее, 8-е место с результатом 1.55,69, уступив 11,69 секунды попавшим напрямую в финал со 2-го места Мартину Мартинову и Благовесту Стоянову из Болгарии. В полуфинале вновь заняли последнее, 6-е место (1.47,58), уступив 5,40 секунды пробившимся в финал с 3-го места Яну Бартунеку и Вальдемару Фибигру из Чехо-Словакии. В соревнованиях каноэ-двоек на дистанции 1000 метров вместе с Цунэхисой Утино заняли в четвертьфинале 6-е место (3.52,11), проиграв 16,29 секунды попавшим напрямую в финал Дидье Уайе и Оливье Буавену из Франции. В полуфинале заняли последнее, 5-е место (3.57,81), уступив пробившимся в финал со 2-го места Фернандо Саморе и Хуану Абальи с Кубы.